# كهف نهر لافا
كهف نهر لافا (بالإنجليزية: Lava River Cave)‏؛ هو كهف يقع في مقاطعة دوستشتيس في الولايات المتحدة.

## السياحة
يعد «كهف نهر لافا» أحد مواقع الجذب السياحي في مقاطعة دوستشتيس في ولاية أوريغون الأمريكية.